# Masacre de Castro Castro
La masacre de Castro Castro o masacre del penal Miguel Castro Castro, conocida militarmente como operación Mudanza 1, fue una operación llevada a cabo en mayo de 1992 por el Servicio de Inteligencia Nacional (SIN), las Fuerzas Armadas y la Policía (además del Grupo Colina), para trasladar a las prisioneras senderistas y retomar el control del penal Miguel Castro Castro o penal de Canto Grande, que se encontraba bajo control de reos pertenecientes a Sendero Luminoso.   

## Contexto
Los penales eran considerados por Sendero Luminoso como espacios de "resistencia" y "desarrollo político". Producto de esta concepción, los espacios carcelarios eran vistos como espacios que permitían la "reinserción política dentro de[l] mismo partido". Los senderistas capturados convirtieron los penales en espacios visibles de demostración de "victoria política" y símbolos de "epopeyas de lucha" de la organización subversiva ante el Estado peruano, que era incapaz de retomar el control de estas.
En el penal de Canto Grande se encontraban los principales cabecillas e ideólogos de Sendero Luminoso (un total de 14 de 19) capturados con anterioridad. Los senderistas, además, estaban armados y ejercían control territorial dentro del penal planificando atentados terroristas y realizando propaganda a través de marchas y cantos portando retratos de Abimael Guzmán.  Se denominaban, los senderistas, como "presos políticos".

## Desarrollo

### Preparativos senderistas
En abril de 1992, los internos, que decidían si las autoridades ingresaban a los pabellones, obligaron a la policía, tras un intento frustrado de requisa, a firmar un "acta de compromiso" donde se especificaba que la requisa debía realizarse con presencia de fiscales y de miembros del Comité Internacional de la Cruz Roja. Para mayo de 1992, se corrieron rumores que alertaron a los internos senderistas de un traslado de las mujeres de su organización al penal Santa Mónica. Con la intención de impedir tal acción, los senderistas tapiaron las ventanas y los muros y reforzaron los muros de los pabellones.
El 5 de mayo, se reunió la dirección de la Luminosa Trinchera de Combate, donde se decide "dar la vida por el Partido y la Revolución" y ofrecer la "resistencia heroica".

### Despliegue de la operación
La Operación Mudanza 1 fue definida para retomar el control del penal Canto Grande y trasladar a las senderistas a centros penitenciarios femeninos. Adicionalmente, en una reunión, Vladimiro Montesinos apareció con una lista de los integrantes del Comité Central de Sendero Luminoso presos en Canto Grande. Estos eran el soporte ideológico y militar de la organización subversiva y parte del círculo interno de Abimael Guzmán. Se propuso "descabezar a Sendero" para dejar a Abimael Guzmán aislado y dificultar la recomposición de Sendero ya que "iba a ser muy difícil recomponerse para seguir dando directivas y organizar atentados, las bases se iban a quedar desconcertadas y quienes tomaran el mando no iban a tener ni la experiencia ni la influencia necesaria sobre los militantes".
El 6 de mayo de 1992, en la madrugada, se da inicio a la operación. Una carga de explosivos abrió un agujero en el pabellón 1-A de Canto Grande (donde estaban las mujeres senderistas). Dicho pabellón estaba conectado con un túnel al pabellón 4-B (donde estaban los senderistas varones). Además, las paredes del pabellón estaban reforzadas con ladrillos y fierros. Al iniciar la intervención, las senderistas respondieron lanzando "quesos rusos" (explosivos artesanales). Luego de diversos enfrentamientos (que duraron 3 días), se logró controlar el lugar, encontrándose cadáveres, cubiertos con mantas, a cuya espalda habían sido atadas cargas explosivas.
Después, se inició la incursión en el pabellón 4-B con una carga de explosivos que derribó uno de los muros a la vez que un altavoz decía "Salir con las manos en alto". El mensaje, que fue repetido en quechua, no fue aceptado; más bien, los senderistas iniciaron un tiroteo y lanzaron una carga de dinamita. A pesar de repetirse una vez más el mensaje, los senderistas no aceptaron. Se acordonó el lugar, se alejó a periodistas, y se efectuó la incursión de efectivos policiales protegidos con francotiradores. Tras enfrentamientos entre los senderistas y las fuerzas del orden, la dirección de la Luminosa Trinchera de Combate determinó que "la resistencia heroica se ha cumplido" y ordenó salir "y desenmascarar el genocidio". Luego de cuatro horas, el lugar fue controlado.
Por su lado, en medio del tiroteo, miembros del Grupo Colina incursionaron en el lugar. Sabiéndose que los senderistas habían resguardado a sus líderes en un lugar, al ser encontrados fueron ejecutados con excepción de Osmán Morote Barrionuevo, quien fue herido de bala en el glúteo. La razón de dejar con vida a Morote era porque se había peleado con Guzmán. El mensaje a enviar era: "Estamos en guerra total, así como me tumbas a mis cuadros más altos, te volteo a tus históricos, a tu columna vertebral, pero dejo vivo a tu disidente".
Tras la recuperación del penal, Fujimori pasó caminando por entre los senderistas que yacían tendidos boca abajo con las manos en la nuca.

## Consecuencias
Al saberse la noticia de la eliminación de los cabecillas, Sendero Luminoso respondió con un atentado en El Callao donde hizo estallar un coche con 150 kilos de dinamita. Posteriormente, el 15 de mayo, hicieron estallar un camión bomba con 300 kilos de explosivos en la espalda del Palacio de Gobierno. Para los senderistas, la eliminación de sus compañeros fue considerado un "genocidio". Además, nombraron los acontecimientos como el "Día de la Resistencia Heroica".
Además de desarticular la Luminosa Trinchera de Combate, se logró la eliminación de 13 cabecillas senderistas (de los 19 que componían el Comité Central). Con esto se logró el aislamiento de Abimael Guzmán.

## Opinión pública
Según una encuesta realizada en 2007 por la Pontificia Universidad Católica, el 55% de la población limeña  consideró a esa fecha que el Estado debe ofrecer disculpas a los familiares de los internos muertos en Castro Castro. Por otra parte el 50% expresó su oposición a una posible compensación económica para los familiares de los reclusos por terrorismo que perecieron en el centro penitenciario Castro Castro en 1992, mientras que el 45% se pronunció a favor de dicho pago.